# Iso Mustasaari (ö i Nyslott)
Iso Mustasaari är en ö i Finland. Den ligger i sjön Orivesi och i kommunen Nyslott i  landskapet Södra Savolax, i den sydöstra delen av landet, 300 km nordost om huvudstaden Helsingfors. Öns area är 16,6 hektar och dess största längd är 1,1 kilometer i öst-västlig riktning.